# Campeonato Sul-Americano de Atletismo Júnior de 2013
O Campeonato Sul-Americano de Atletismo Júnior de 2013 foi a 40ª edição da competição de atletismo organizada pela CONSUDATLE para atletas com menos de vinte anos, classificados como júnior ou sub-20. O evento foi realizado no Estádio Jaime Zapata, em Resistência, na Argentina, entre 18 e 20 de outubro de 2013. Contou com cerca de 273 atletas de 12 nacionalidades, sendo uma nação convidada composta por 2 atletas. O campeonato foi distribuído em 44 eventos. 

## Medalhistas
Esses foram os resultados do campeonato. 

### Masculino
| Evento                      | Ouro | Ouro     | Prata                                                                                 | Prata    | Bronze                                                                         | Bronze   |
| --------------------------- | --- | -------- | ------------------------------------------------------------------------------------- | -------- | ------------------------------------------------------------------------------ | -------- |
| 100 metros                  | Luís Gabriel Pereira Silva · Brasil                                                                            | 10.34    | Ricardo Mário de Souza · Brasil                                                       | 10.42    | Fredy Maidana · Paraguai                                                       | 10.58    |
| 200 metros                  | Vítor Hugo dos Santos · Brasil                                                                                 | 20.74    | Arturo Deliser · Panamá                                                               | 21.18    | Ricardo Mário de Souza · Brasil                                                | 21.55    |
| 400 metros                  | Carlos Eduardo Pereira Grachet · Brasil                                                                        | 46.68    | Alexander Russo · Brasil                                                              | 47.40    | Sergio Germain · Chile                                                         | 48.05    |
| 800 metros                  | Lucas Gabriel Rodrigues · Brasil                                                                               | 1:53.01  | Luy Mauriki Dias de Lima · Brasil                                                     | 1:53.41  | Miguel Cifuentes · Colômbia                                                    | 1:54.90  |
| 1 500 metros                | Thiago do Rosário André · Brasil                                                                               | 3:48.42  | Matheus Américo Pessoa · Brasil                                                       | 3:57.45  | Leonel César · Argentina                                                       | 3:58.71  |
| 5 000 metros                | Thiago do Rosário André · Brasil                                                                               | 14:46.51 | Zendio Daza · Peru                                                                    | 15:05.95 | Yuber Echeverry · Colômbia                                                     | 15:10.30 |
| 10 000 metros               | Victor Vinicius Alves da Silva · Brasil                                                                        | 32:49.91 | Ronald Moraes da Silva · Brasil                                                       | 33:02.56 | Eulalio Muñoz · Argentina                                                      | 33:56.48 |
| 10 km marcha atlética       | Manuel Soto · Colômbia                                                                                         | 41:55.95 | Daniel Pintado · Equador                                                              | 42:02.20 | Paolo Yurivilca Perú                                                           | 42:25.48 |
| 110 metros barreiras        | Juan Carlos Moreno · Colômbia                                                                                  | 13.64    | Eduardo dos Santos de Deus · Brasil                                                   | 13.84    | Diego Lyon · Chile                                                             | 13.94    |
| 400 metros barreiras †      | Jefferson Valencia · Colômbia                                                                                  | 52.59    | Jucian Rafael Pereira · Brasil                                                        | 53.18    | Eduardo dos Santos de Deus · Brasil                                            | 53.78    |
| 3.000 metros com obstáculos | Yuber Echeverry · Colômbia                                                                                     | 9:26.39  | Nelson Blanco · Colômbia                                                              | 9:26.67  | Douglas Miguel Nascimento · Brasil                                             | 9:28.48  |
| 4×100 metros estafetas      | Brasil · Dyonatan Felix Honório · Vítor Hugo dos Santos · Luís Gabriel Pereira Silva · Ricardo Mário de Souza  | 40.32    | Argentina · Jorge Caracasis · Emanuel Alessandrini · Esteban Wagner · Daniel Londero  | 41.65    | Peru · Zensey Onaja · Jhonatan Grandez · Frank Sánchez · Jorge Luis Rodríguez  | 43.02    |
| 4×400 metros estafetas      | Brasil · Alexander Russo · Jucian Rafael Pereira · Kelvin Tharsis de Oliveira · Carlos Eduardo Pereira Grachet | 3:13.86  | Argentina · Jorge Caracasis · Esteban Wagner · Marcos Carlomagno · Jeremías Rodríguez | 3:22.72  | Uruguai · Miguel Favilla · Sergio Bautista · Gonzalo Fumont · Ignacio Piquerez | 3:25.38  |
| Salto em altura             | Yohan Chaverra · Colômbia                                                                                      | 2.18 m   | Fernando Carvalho Ferreira · Brasil                                                   | 2.15 m   | Daniel Fernando Cortez · Colômbia                                              | 2.15 m   |
| Salto com vara              | Daniel Zupeuc · Chile                                                                                          | 5.00 m   | José Pacho · Equador                                                                  | 4.70 m   | Matías Guerrero · Chile                                                        | 4.20 m   |
| Salto em comprimento        | Lucas Marcelino dos Santos · Brasil                                                                            | 7.44 m   | Juan Mosquera · Panamá                                                                | 7.40 m   | Pablo Rodrigues Pereira · Brasil                                               | 7.28 m   |
| Salto triplo                | Alexsandro do Nascimento de Melo · Brasil                                                                      | 16.24 m  | Mateus Daniel Adão de Sá · Brasil                                                     | 16.14 m  | Ángelo Valverde · Equador                                                      | 14.71 m  |
| Arremesso de peso           | Nelson Henrique Gonçalves Fernandes · Brasil                                                                   | 20.93 m  | Willian Denilson Venancio · Brasil                                                    | 18.39 m  | Andrés Lisandro Arce · Argentina                                               | 17.44 m  |
| Lançamento de disco         | Mauricio Ortega · Colômbia                                                                                     | 62.78 m  | Thiago Adriano Negreiros · Brasil                                                     | 58.57 m  | Eduardo Quintero · Equador                                                     | 50.86 m  |
| Lançamento do martelo       | Joaquín Gómez · Argentina                                                                                      | 70.90 m  | Hevertt Álvarez · Chile                                                               | 67.09 m  | Humberto Mansilla · Chile                                                      | 66.82 m  |
| Lançamento do dardo         | Santiago de la Fuente · Chile                                                                                  | 62.41 m  | Larson Giovanni Diaz Martinez · Paraguai                                              | 62.25 m  | Andrés Valencia · Colômbia                                                     | 60.02 m  |
| Decatlo                     | Kerinde Hilário de Souza Brites · Brasil                                                                       | 6711 pts | Lucas da Silva Catanhede · Brasil                                                     | 6361 pts | Gayell Engeso · Suriname                                                       | 6203 pts |

†: No evento de 400 metros com barreiras, Gerald Drummond da Costa Rica ficou em 3º lugar com 53.74, correndo como convidado.

### Feminino
| Evento                      | Ouro | Ouro     | Prata | Prata    | Bronze                                                                              | Bronze   |
| --------------------------- | --- | -------- | --- | -------- | ----------------------------------------------------------------------------------- | -------- |
| 100 metros                  | Ángela Tenorio · Equador                                                                                      | 11.24    | Tamiris de Liz · Brasil                                                                                     | 11.55    | Noelia Martínez · Argentina                                                         | 11.72    |
| 200 metros                  | Ángela Tenorio · Equador                                                                                      | 23.35    | Celene Cevallos · Equador                                                                                   | 23.79    | Tamiris de Liz · Brasil                                                             | 23.85    |
| 400 metros                  | Celene Cevallos · Equador                                                                                     | 54.52    | Yaneth Largacha · Colômbia                                                                                  | 55.30    | Sarah Santos Morais · Brasil                                                        | 55.98    |
| 800 metros                  | Ana Karolyne de Campos Silva · Brasil                                                                         | 2:13.69  | María Pía Fernández · Uruguai                                                                               | 2:14.61  | Yadira Méndez · Equador                                                             | 2:16.07  |
| 1 500 metros                | July Ferreira · Brasil                                                                                        | 4:28.56  | Zulema Arenas · Peru                                                                                        | 4:29.05  | Katherine Tisalema · Equador                                                        | 4:49.36  |
| 3 000 metros                | Zulema Arenas · Peru                                                                                          | 9:51.05  | Jéssica Paguay · Equador                                                                                    | 10:05.12 | Lucy Basilio · Peru                                                                 | 10:14.53 |
| 5 000 metros]]              | Jéssica Paguay · Equador                                                                                      | 17:30.36 | Lucy Basilio · Peru                                                                                         | 17:40.06 | Zaida Ramos · Peru                                                                  | 17:44.95 |
| 10 km marcha atlética       | Karla Jaramillo · Equador                                                                                     | 49:05.84 | Stefany Coronado · Bolívia                                                                                  | 49:09.92 | Sara Pulido · Colômbia                                                              | 49:33.35 |
| 100 metros barreiras        | Diana Carolina Bazalar · Peru                                                                                 | 13.67    | Inara Cortez · Equador                                                                                      | 14.02    | Gabriela de Farias Lima · Brasil                                                    | 14.21    |
| 400 metros barreiras        | Nelly Tatiana Sánchez · Colômbia                                                                              | 62.00    | Thainara Oliveira · Brasil                                                                                  | 62.03    | Bruna Maria Cestrem · Brasil                                                        | 62.48    |
| 3.000 metros com obstáculos | Zulema Arenas · Peru                                                                                          | 10:33.66 | Lucy Basilio · Peru                                                                                         | 10:53.44 | July Ferreira · Brasil                                                              | 11:01.95 |
| 4×100 metros estafetas      | Equador · Kenya Quiñónez · Celene Cevallos · Inara Cortez · Ángela Tenorio                                    | 45.53    | Brasil · Tatiane dos Santos Pereira · Tamiris de Liz · Andressa Moreira Fidelis · Camila Aparecida de Souza | 45.53    | Argentina · Irina Rodríguez · Noelina Madarieta · Valeria Barón · Noelia Martínez   | 46.64    |
| 4×400 metros estafetas      | Brasil · Tabata Vitorino de Carvalho · Lorayna Targino Lima · Dandadeua de Souza Brites · Sarah Santos Morais | 3:46.09  | Equador · Yuliana Angulo · Yadira Méndez · Virginia Villalba · Celene Cevallos                              | 3:55.08  | Argentina · Betiana Hernández · Noelia Martínez · Noelina Madarieta · Valeria Barón | 3:56.30  |
| Salto em altura             | Ana Paula Caetano de Oliveira · Brasil                                                                        | 1.79 m   | Marina Baptista Querino · Brasil                                                                            | 1.77 m   | Anyi Paola García · Colômbia                                                        | 1.68 m   |
| Salto com vara              | Noelina Madarieta · Argentina                                                                                 | 4.05 m   | Giseth Montaño · Colômbia                                                                                   | 3.70 m   | Juliana de Menis Campos · Brasil                                                    | 3.60 m   |
| Salto em comprimento        | Andressa Moreira Fidelis · Brasil                                                                             | 6.15 m   | Janaína Aparecida Fernandes · Brasil                                                                        | 5.96 m   | Nathaly Aranda · Panamá                                                             | 5.90 m   |
| Salto triplo                | Claudine Gimenes de Jesus · Brasil                                                                            | 13.51 m  | Gabriele Sousa dos Santos · Brasil                                                                          | 13.37 m  | Adriana Chila · Equador                                                             | 12.70 m  |
| Arremesso de peso           | Izabela Rodrigues · Brasil                                                                                    | 15.05 m  | Cecilia Rodríguez · Uruguai                                                                                 | 14.14 m  | Rocío Aranda · Argentina                                                            | 13.85 m  |
| Lançamento de disco         | Izabela Rodrigues · Brasil                                                                                    | 55.88 m  | Maia Varela · Argentina                                                                                     | 49.28 m  | Anne Caroline da Silva · Brasil                                                     | 48.98 m  |
| Lançamento do martelo       | Paola Miranda · Paraguai                                                                                      | 53.82 m  | Elizabeth Mina · Equador                                                                                    | 53.53 m  | Danna Restrepo · Colômbia                                                           | 51.90 m  |
| Lançamento do dardo         | María Mello · Uruguai                                                                                         | 50.27 m  | Edivania dos Santos Araújo · Brasil                                                                         | 50.12 m  | Laura Paredes · Paraguai                                                            | 47.61 m  |
| Heptatlo                    | Fiorella Chiappe · Argentina                                                                                  | 5452 pts | Kimberly Kuprewicz · Argentina                                                                              | 4887 pts | Javiera Brahm · Chile                                                               | 4817 pts |

## Quadro de medalhas (não oficial)
Uma contagem de medalhas foi publicada. Há uma pequena diferença em uma contagem de medalhas não oficial. No entanto, outra fonte suporta o número de 7 medalhas de ouro para a Colômbia, conforme publicado. 
| Ordem | País      | Medalha de ouro | Medalha de prata | Medalha de bronze | Total |
| ----- | --------- | --------------- | ---------------- | ----------------- | ----- |
| 1     | Brasil    | 21              | 19               | 11                | 51    |
| 2     | Colômbia  | 7               | 3                | 7                 | 17    |
| 3     | Equador   | 6               | 7                | 5                 | 18    |
| 4     | Argentina | 3               | 4                | 7                 | 14    |
| 5     | Peru      | 3               | 4                | 4                 | 11    |
| 6     | Chile     | 2               | 1                | 5                 | 8     |
| 7     | Uruguai   | 1               | 2                | 1                 | 4     |
| 8     | Paraguai  | 1               | 1                | 2                 | 4     |
| 9     | Panamá    | 0               | 2                | 1                 | 3     |
| 10    | Bolívia   | 0               | 1                | 0                 | 1     |
| 11    | Suriname  | 0               | 0                | 1                 | 1     |

## Pontuação final por país
A pontuação final por países foi publicada. 
| Posição | Nacionalidade | Pontos |
| ------- | ------------- | ------ |
| 1       | Brasil        | 476    |
| 2       | Argentina     | 196    |
| 3       | Equador       | 182    |
| 4       | Colômbia      | 128    |
| 5       | Peru          | 89     |
| 6       | Chile         | 56     |
| 7       | Uruguai       | 54     |
| 8       | Paraguai      | 34     |
| 9       | Panamá        | 19     |
| 10      | Suriname      | 14     |
| 11      | Bolívia       | 13     |

## Participantes (não oficial)
Uma contagem não oficial produziu o número de 2173 atletas (incluindo 2 convidados) de 12 países (incluindo um país convidado): 
| - Argentina (60) - Bolívia (7) - Brasil (77) - Chile (11) - Costa Rica (2) - Colômbia (22) | - Equador (27) - Panamá (5) - Paraguai (13) - Peru (20) - Suriname (3) - Uruguai (26) |

Legenda
| Recorde mundial       | Recorde mundial (World record)               |                       | Recorde africano                      | Recorde africano (African) |                                           | Q | Classificado por posição (Qualified) |
| Recorde do campeonato | Recorde do campeonato (Championship record)  | Recorde da América    | Recorde da América (Americas)         | q                          | Classificado por melhor tempo (Qualified) |   |                                      |
| Melhor marca do ano   | Melhor marca do ano (World leading)          | Recorde asiático      | Recorde asiático (Asian)              | DNS                        | Não largou (Did not start)                |   |                                      |
| Recorde nacional      | Recorde nacional (National record)           | Recorde europeu       | Recorde europeu (European)            | DNF                        | Não terminou (Did not finish)             |   |                                      |
| Recorde pessoal       | Recorde pessoal do atleta (Personal best)    | Recorde da Oceania    | Recorde da Oceania (Oceania)          | DSQ / DQ                   | Desclassificado (Disqualified)            |   |                                      |
| Recorde da temporada  | Recorde da temporada do atleta (Season best) | Recorde sul-americano | Recorde sul-americano (South America) | NM                         | Sem marca (No mark)                       |   |                                      |